# Полейка
Полейка — река в России, протекает в Максатихинском районе Тверской области. Устье реки находится в 8 км по левому берегу реки Топалка. Длина реки составляет 15 км, площадь водосборного бассейна — 48,9 км². 
На берегу Полейки стоят деревни Селецкого сельского поселения Кулаково, Быки , Ремчино, Лебедево и Дымцево.

## Данные водного реестра
По данным государственного водного реестра России относится к Верхневолжскому бассейновому округу, водохозяйственный участок реки — Молога от истока и до устья, речной подбассейн реки — Реки бассейна Рыбинского водохранилища. Речной бассейн реки — (Верхняя) Волга до Куйбышевского водохранилища (без бассейна Оки).
По данным геоинформационной системы водохозяйственного районирования территории РФ, подготовленной Федеральным агентством водных ресурсов:
- Код водного объекта в государственном водном реестре — 08010200112110000006054
- Код по гидрологической изученности (ГИ) — 110000605
- Код бассейна — 08.01.02.001
- Номер тома по ГИ — 10
- Выпуск по ГИ — 0